# El Aserradero, Guerrero
El Aserradero är en ort i Mexiko.   Den ligger i kommunen Iliatenco och delstaten Guerrero, i den sydöstra delen av landet, 270 km söder om huvudstaden Mexico City. El Aserradero ligger 926 meter över havet och antalet invånare är 561.
Terrängen runt El Aserradero är kuperad åt sydväst, men åt nordost är den bergig. Runt El Aserradero är det ganska glesbefolkat, med 45 invånare per kvadratkilometer. Närmaste större samhälle är Iliatenco, 4,7 km norr om El Aserradero. I omgivningarna runt El Aserradero växer huvudsakligen savannskog.